# 昌原中部警察署
昌原中部警察署（チャンウォンジュンブけいさつしょ）は、慶南地方警察庁所管の警察署である。

## 管轄区域
- 昌原市のうち義昌区龍池洞、城山区

## 沿革
- 1977年11月9日 - 昌原警察署発足に伴い、馬山警察署（現：馬山中部警察署）から9派出所を編入。
- 1999年7月15日 - 昌原西部警察署発足に伴い9派出所を移管
- 1999年12月28日 - 昌原中部警察署に改称

## 組織
- 警務課
- 生活安全課
- 捜査課
- 刑事課
- 警備交通課
- 情報保安課

## 管轄地区隊
義昌区
- 新月地区隊

## 管轄派出所
城山区
- 中央派出所
- 盤松派出所
- 加音丁派出所
- 南陽派出所
- 新村派出所